# نوزومي مايدا
نوزومي مايدا (باليابانية: 前田希美؛ بالكانا: まえだ のぞみ) هي عارضة أزياء ومؤدية صوت وتارينتو وممثلة يابانية، ولدت في 16 يونيو 1993 في سايتاما في اليابان.